# Gustav Hopf (Mediziner)
 Gustav Hopf (* 5. Mai 1900 in Hamburg; † 1. November 1979 in Hamburg) war ein deutscher Dermatologe und Ärztefunktionär.

## Leben

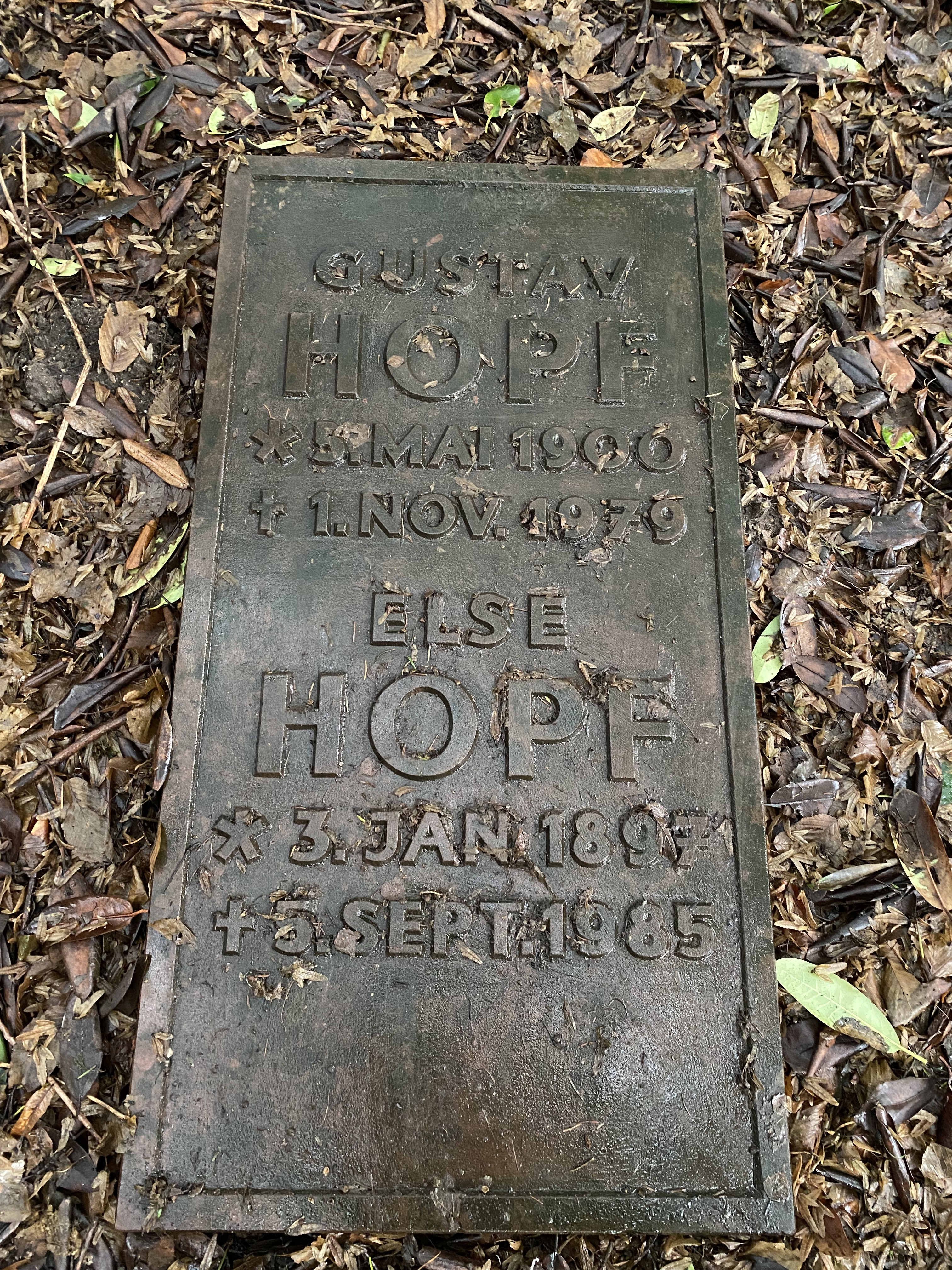
Grabplatte auf dem Friedhof Ohlsdorf im Planquadrat Z 19

Hopf studierte in Marburg, München, Kiel und Hamburg und habilitierte sich 1932 auf seinem Fachgebiet Dermatologie. Im November 1933 unterzeichnete er das Bekenntnis der deutschen Professoren zu Adolf Hitler. Seit 1945 war er Chefarzt der Abteilung für Hautkrankheiten am Hamburger Heidberg-Krankenhaus. 1945/46 leitete er parallel kommissarisch die Eppendorfer Universitätshautklinik nach der Entlassung des Nationalsozialisten Paul Mulzer. Er war Mitglied des Bundesgesundheitsrates und Vorsitzender eines Fachausschusses für wissenschaftliche Kosmetik in der Deutschen Gesellschaft für Fettwissenschaft, dort Vorsitzender von 1968 bis 1969. Seit 1960 vertrat er als Präsident des Interessenverbandes deutscher Chefärzte die standespolitischen Belange dieser Berufsgruppe. 1970 erhielt er die Paracelsus-Medaille.
Er gilt als Erstbeschreiber der Acrokeratosis verruciformis Hopf, einer seltenen zum Morbus Darier allelen Hautkrankheit.
Gustav Hopf wurde auf dem Friedhof Ohlsdorf beigesetzt. Die Grabstätte liegt nördlich von Kapelle 2 an der Waldstraße.

## Schriften
- Beitrag zur Fortpflanzungstendenz Schizophrener, 1925 (Diss.)